# San Miguel (Balboa)
San Miguel es un corregimiento y población cabecera del distrito de Balboa en la provincia de Panamá, República de Panamá. La localidad tiene 1.044 habitantes (2010).